# Rohatyn
Rohatyn (tiếng Ukraina: Рогатин) là một thành phố của Ukraina. Thành phố này thuộc tỉnh Ivano-Frankivsk. Thành phố này có diện tích ? km2, dân số theo điều tra dân số năm 2022 là 7521 người.